# 도시경찰
《도시경찰》은 MBC 에브리원의 예능 프로그램이다. 힘든 도시 경찰 생활 속에서 그들의 삶과 애환을 함께 하는 모습을 그린 리얼 버라이어티 프로그램으로 기획하였다.

## 출연자

### 시즌 1
서울특별시 용산구 (서울 용산경찰서)
- 장혁
- 조재윤(시즌2에도출현)
- 이태환(시즌2에도출현)
- 김민재(시즌2에도출현)

### 시즌 2
서울특별시 종로구 (서울경찰청)
- 천정명
- 조재윤(시즌1에출현)
- 김민재(시즌1에출현)
- 이태환(시즌1에출현)

## 시청률

### 시즌 1
| 회차 | 방송일자        | AGB 닐슨 시청률 |
| ---- | --------------- | --------------- |
| 1화  | 2019년 1월 14일 | 1.698%          |
| 2화  | 2019년 1월 21일 | 1.310%          |
| 3화  | 2019년 1월 28일 | 1.765%          |
| 4화  | 2019년 2월 4일  | 1.270%          |
| 5화  | 2019년 2월 11일 | 1.343%          |
| 6화  | 2019년 2월 18일 | 1.493%          |
| 7화  | 2019년 2월 25일 | 1.447%          |
| 8화  | 2019년 3월 4일  | 1.406%          |
| 9화  | 2019년 3월 11일 | 1.283%          |
| 10화 | 2019년 3월 18일 | 1.095%          |

### 시즌 2
| 회차 | 방송일자        | AGB 닐슨 시청률 |
| ---- | --------------- | --------------- |
| 1화  | 2019년 7월 29일 | 0.6%            |
| 2화  | 2019년 8월 5일  | 0.5%            |
| 3화  | 2019년 8월 12일 | 0.5%            |
| 4화  | 2019년 8월 19일 | 0.5%            |
| 5화  | 2019년 8월 26일 | 0.4%            |
| 6화  | 2019년 9월 2일  | 0.5%            |
| 7화  | 2019년 9월 9일  | 0.4%            |
| 8화  | 2019년 9월 16일 | 0.6%            |
| 9화  | 2019년 9월 23일 | 0.4%            |
| 10화 | 2019년 9월 30일 | 0.4%            |

## 동일 소재 프로그램
- 시골경찰
- 바다경찰
- 긴급구조 119 (KBS 시사교양본부 제작)